# Nordmakedoniens damlandslag i basket
Nordmakedoniens damlandslag i basket representerar Nordmakedonien i basket på damsidan. Laget spelade sina första tävlingsmatcher i förkvalet till Europamästersakpet 2001.

### Fotnoter
1. ↑  ”Women European Championship 2001 pre-Qualification played 1999” (på engelska). Sport Statistics. 23 mars 1999. Arkiverad från originalet den 6 mars 2016. https://web.archive.org/web/20160306040037/http://todor66.com/basketball/Europe/Women_Q_II_1999.html. Läst 29 juni 2015.